# Saint-Sulpice, Savoie
Saint-Sulpice är en kommun i departementet Savoie i regionen Auvergne-Rhône-Alpes i sydöstra Frankrike. Kommunen ligger i kantonen Cognin som tillhör arrondissementet Chambéry. År 2022 hade Saint-Sulpice 820 invånare.

## Befolkningsutveckling
Antalet invånare i kommunen Saint-Sulpice
| Referens: INSEE |